# Взрыв в торговом центре «Мюрманни»

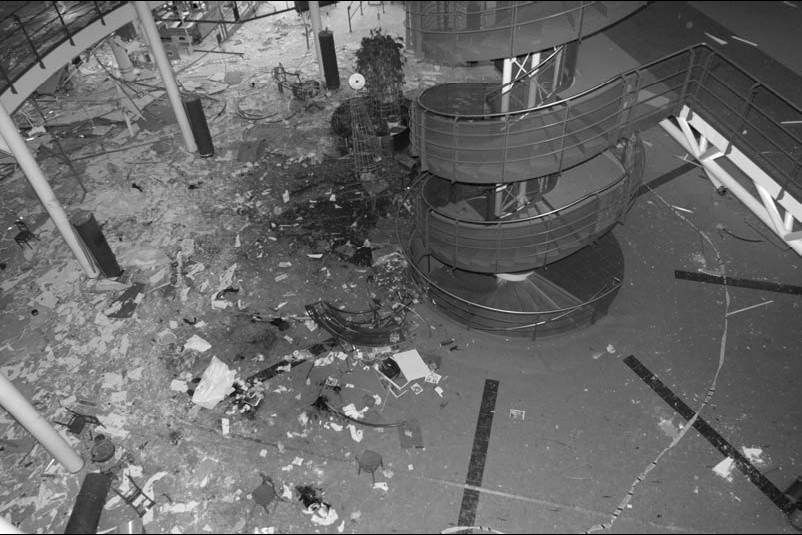
Центральной площади торгового центра после взрыва

Взрыв в торговом центре «Мюрманни» произошел вечером 11 октября 2002 года в торговом центре в Вантаа (Финляндия). Взорвался самодельная бомба, сделанная финским 19-летним студентом-химиком Петри Гердтом (фин. Petri Gerdt). Погибли семь человек, включая Гердта, и было ранено почти 200. Возле места взрыва было много детей, которые наблюдали выступление клоуна. По данным полиции, Гердт, вероятно, действовал в одиночку; мотив установить не удалось.